# Église Saint-André de Clion
L'église Saint-André est une église catholique située à Clion, en France.

## Localisation
L'église est située dans le département français de la Charente-Maritime, sur la commune de Clion.

## Historique
L’église servit de sépulture au seigneur local : les La Rochandry, ainsi en 1529 Robert de La Rochandry fut inhumé devant l’autel.
En 1793, lors des événements révolutionnaires, une troupe envahit l’église et menaça de la détruire. Elle fut sauvée par l’intervention de la veuve du notaire Jean-Jacques Landreau de Saint-Paul : Marguerite Geneviève Pelletreau. Celle-ci bien que très infirme se fit transportée dans un fauteuil au milieu de l’église et protesta avec une telle violence contre ces actes de vandalisme que leurs auteurs s’arrêtèrent.
Sur le mur de l’église on peut voir une inscription du XIIe siècle : A LAVACOLLA. Elle désigne probablement un lieu en Espagne sur le chemin de Saint-Jacques-de-Compostelle. Cet endroit très connu à l’époque est un gué sur un petit ruisseau situé à quelques kilomètres de la ville de Saint-Jacques. Au terme de leur voyage les pèlerins y faisaient une toilette complète afin de se présenter propres dans le sanctuaire. Lavacolla signifie simplement lave couilles (cocula en latin). Aujourd’hui ce nom est celui de l’aéroport international de Saint-Jacques-de-Compostelle.

## Description
L’église dédiée à saint André présente un plan assez irrégulier, elle est composée en effet de deux nefs de taille inégale, celle de droite formant la chapelle Notre-Dame. Aux origines elle se composait d’une nef étroite avec une abside circulaire divisée en cinq parties par des colonnes. Dans le but d’agrandir cet édifice au XVe siècle et XVIe siècle, une nef latérale du côté ouest fut construite. Elle communique à la nef principale par des arcades ogivales reposant sur des piliers cylindriques. L’église est quasiment entièrement voûtée.
La façade de style Renaissance remplace l’originale, elle comporte des statuettes mutilées représentant saint Pierre, saint André, le Christ et les évangélistes. Cette façade fut élevée grâce à un don de 30 livres de Blanche d’Aubeterre, veuve du seigneur de Clion en 1543.
Le clocher de forme quadrangulaire date du XIIe siècle, il est bâti sur une souche antérieure et est orné sur chaque face de deux fenêtres à colonnettes. Il a été surélevé et recouvert d’un toit pyramidal en ardoise. Le clocher et l’abside furent classés Monument historique en 1909, le reste de l’édifice est inscrit à l’inventaire supplémentaire des Monuments historiques depuis 2000.

## Protection
L'église Saint-André est classé au titre des monuments historiques en 1909 et inscrit en 2000.